# 万峪河乡
万峪河乡，是中华人民共和国湖北省十堰市房县下辖的一个乡镇级行政单位。

## 行政区划
万峪河乡下辖以下地区：
旱田村、谷场村、白米村、中院村、长滩河村、老人坪村、大堰村、小坪村和栗子坪村。